# Guglielmo De Angelis d'Ossat
Guglielmo De Angelis d'Ossat (Roma, 28 luglio 1907 – Roma, 10 aprile 1992) è stato un ingegnere e architetto italiano, storico dell'architettura, teorico del restauro e direttore generale dell'amministrazione delle Antichità e Belle Arti dal 1947 al 1960.

## Vita e opere
Figlio di Gioacchino De Angelis d'Ossat e di Matilde Milani, nel 1926 – dopo gli studi classici al Liceo Tasso di Roma – si iscrive alla Facoltà di ingegneria di Roma, presso la quale si laurea il 23 novembre del 1931, ottenendo nel 1932 l'abilitazione all'esercizio della professione di ingegnere. Negli anni accademici 1931-32 e 1932-33 è assistente volontario di Gustavo Giovannoni presso la cattedra di Architettura generale della Regia Scuola di Ingegneria.
Dopo un breve periodo come alunno della Scuola archeologica italiana di Atene, nel 1933 vince il concorso per il ruolo di architetto aggiunto nell'amministrazione dei Monumenti, musei, gallerie e scavi di antichità, ed è assegnato all'Ufficio per i monumenti della Soprintendenza all'Arte medievale e moderna di Genova, per fare in seguito ritorno a Roma alla locale Soprintendenza.
Contestualmente nell'anno accademico 1933-34 è assistente del professor Piero Barbieri alla cattedra di Architettura civile della Regia Scuola di Ingegneria dell'Università di Genova.
Nel dicembre 1933 ottiene inoltre l'abilitazione all'esercizio della professione di architetto, dopo che aveva frequentato l'ultimo anno di corso della Facoltà di architettura del Politecnico di Milano.
De Angelis d'Ossat scala rapidamente la gerarchia dell'amministrazione della tutela, venendo chiamato presso il Ministero dell'Educazione Nazionale come Ispettore Centrale per le Antichità e Belle Arti e diventando infine Direttore generale delle Antichità e Belle Arti nel 1947, carica che manterrà fino al 1960, nel travagliato periodo delle ricostruzioni post belliche.
Parallelamente all'attività nel settore della tutela, prosegue l'attività didattica universitaria presso l'Università di Roma, nel 1937 consegue la libera docenza in Caratteri stilistici e costruttivi dei monumenti (nello stesso anno progetterà per Recanati la sede del Centro Nazionale di Studi Leopardiani, unica sua opera architettonica), materia di cui diviene professore incaricato nel 1942 dopo esserne stato assistente incaricato; dal 1942 al 1950 è inoltre assistente incaricato di Storia dell'arte e Storia e stili dell'architettura. Nel 1955 diviene inoltre direttore dell'Istituto di  Storia dell'architettura (carica che manterrà fino al pensionamento nel 1982), succedendo a Vincenzo Fasolo. Negli anni accademici 1958-59 e 1959-60 tiene il corso Studio storico e artistico dell'antichità presso la Scuola di perfezionamento per lo studio dei monumenti diretta da Fasolo.
Nel 1960 vince infine il concorso da professore ordinario di Restauro dei Monumenti, rinuncia alla carica di Direttore generale delle Antichità e Belle Arti e assume la cattedra di Caratteri stilistici e costruttivi dei monumenti presso la Facoltà di architettura di Roma, conservata fino alla cessazione dall'insegnamento attivo (1977).
Nel 1961 fonda con lo stesso Fasolo la Scuola di perfezionamento per lo studio ed il restauro dei monumenti, successivamente rinominata di specializzazione (e che sostituisce la precedente Scuola di perfezionamento per lo studio dei monumenti) che dirige fino al 1982, insegnandovi in un primo momento Studio storico artistico dei monumenti e poi Studio storico artistico del Medioevo. Dal 1972 al '77 è inoltre Preside della Facoltà di architettura.
Dopo essere stato nel 1959 fra i promotori e i membri del consiglio del Centre International d'Étude pour la Conservation et la Restauration des Biens culturels (successivamente rinominato ICCROM), è promotore e presidente del comitato fondatore dell'International Council on Monuments and Sites (ICOMOS) (1964-65).
Nel 1962 viene nominato al Consiglio Superiore delle Antichità e Belle Arti, presso il quale è Presidente di Sezione e dal 1970 al '77 Presidente generale.
Socio corrispondente della Classe di Scienze Morali, Storiche e Filologiche dell'Accademia dei Lincei dal 29 luglio 1986, ne diviene Socio nazionale dal 6 dicembre 1990.
Muore a Roma il 10 aprile 1992.

### Gli studi sull'architettura e il restauro
L'attività di ricerca di De Angelis d'Ossat nell'ambito della storia dell'architettura ha riguardato vari periodi, dimostrando una sostanziale unità d'approccio e «uno spiccato interesse per la visione umana e per i rapporti metrico-proporzionali, dei quali ha sottolineato la specificità nell'architettura», temi ai quali ha dedicato numerosi saggi, relativi all'opera di  Brunelleschi, Michelangelo e  Raffaello.
L'attività di ricerca e di elaborazione teorica nel settore del restauro – lungamente sperimentata sul campo negli anni di attività nel settore della tutela – è improntata a un certo pragmatismo che rifugge i radicalismi e – nel periodo della ricostruzione post bellica – concede molto spazio alla ricostruzione dei monumenti distrutti, in contrasto con le posizioni assunte da Ranuccio Bianchi Bandinelli, che lo aveva preceduto nel ruolo di Direttore generale delle Antichità e Belle Arti tra il 1945 e il '47.
Una selezione di alcune delle più rilevanti pubblicazioni sparse è stata raccolta in due opere, una dedicata agli scritti di storia dell'architettura (Realtà dell'architettura del 1982) e l'altra agli scritti di teoria e pratica del restauro (Sul restauro dei monumenti architettonici del 1995).

## Principali opere monografiche
- Le influenze bizantine nell'architettura romanica, Fratelli Palombi, Roma, 1942.
- Civiltà romana. Tecnica costruttiva e impianti delle terme, Colombo, Roma, 1943.
- Romanità delle cupole paleocristiane, Regio Istituto di Studi Romani, Roma, 1946.
- Gustavo Giovannoni, storico e critico dell'architettura, Istituto di studi romani, Roma, 1949.
- Studi ravennati. Problemi di architettura paleocristiana, Edizioni Dante, Ravenna, 1962.
- Il Campidoglio di Michelangelo (con Carlo Pietrangeli), Silvana editoriale d'arte, Milano, 1965.
- Il Campidoglio (con Carlo Pietrangeli), Sadea Sansoni, Firenze, 1966.
- Spazi urbani, storia e cultura, Roma, Vettori, 1972.
- Le emergenze architettoniche. Forma, storia ed incidenze sull'organizzazione urbana e territoriale, Vettori, Roma, 1973.
- Guide to the methodical study of monuments and causes of their deterioration, International centre for the study of preservation and restoration of cultural property, Roma, 1972.
- Schemi di corretta integrazione delle lacune murarie, ICCROM, Roma, 1978.
- Il tempio di San Fortunato a Todi (a cura di), Silvana, Milano, 1982.
- Realtà dell'architettura. Apporti alla sua storia, 1933-78, Crucci, Roma, 1982.
- Spoleto. Argomenti di storia urbana (curatela con Bruno Toscano), Banca Popolare, Spoleto, 1985.
- Biblioteca medicea laurenziana (con Antonietta Morandini e Mario Tesi), Cardini editore, Firenze, 1986.
- Il Museo dell'Opera del Duomo a Pisa (a cura di), Opera della Primaziale pisana, Pisa, 1986.
- Due lezioni di restauro (con Renato Bonelli), Multigrafica, Roma, 1987.
- Sul restauro dei monumenti architettonici. Concetti, operatività, didattica, Bonsignori, Roma, 1995.